# HMS Seymour (K563)
HMS Seymour (K563) là một tàu frigate lớp Captain của Hải quân Hoàng gia Anh hoạt động trong Chiến tranh Thế giới thứ hai. Nó nguyên được Hoa Kỳ chế tạo như chiếc DE-98 (chưa đặt tên), một tàu hộ tống khu trục lớp Buckley, và chuyển giao cho Anh Quốc theo Chương trình Cho thuê-Cho mượn (Lend-Lease). Nó là chiếc tàu chiến thứ hai được đặt cái tên này, được đặt theo Phó đô đốc Hugh Seymour (1759-1801), hạm trưởng chiếc HMS Leviathan (1790) và đã từng tham gia các cuộc Chiến tranh Độc lập Hoa Kỳ và Chiến tranh Cách mạng Pháp. Nó đã phục vụ cho đến khi chiến tranh kết thúc tại Châu Âu, hoàn trả cho Hoa Kỳ năm 1946, và cuối cùng bị bán để tháo dỡ vào năm 1946.

## Thiết kế và chế tạo
Buckley là một trong số sáu lớp tàu hộ tống khu trục được Hải quân Hoa Kỳ chế tạo nhằm đáp ứng nhu cầu hộ tống vận tải trong Thế Chiến II, sau khi Hoa Kỳ chính thức tham chiến vào cuối năm 1941. Chúng hầu như tương tự nhau, chỉ với những khác biệt về hệ thống động lực và vũ khí trang bị. Động cơ của phân lớp Backley bao gồm hai turbine hơi nước General Electric để dẫn động hai máy phát điện vận hành hai trục chân vịt, và dàn vũ khí chính bao gồm 3 khẩu pháo pháo 3 in (76 mm)/50 cal.
Những chiếc phân lớp Buckley (TE) có chiều dài ở mực nước 300 ft (91 m) và chiều dài chung 306 ft (93 m); mạn tàu rộng 37 ft 1 in (11,30 m) và độ sâu mớn nước khi đầy tải là 11 ft 3 in (3,43 m). Chúng có trọng lượng choán nước tiêu chuẩn 1.430 tấn Anh (1.450 t); và lên đến 1.823 tấn Anh (1.852 t) khi đầy tải. Hệ thống động lực bao gồm hai nồi hơi và hai turbine hơi nước General Electric công suất 13.500 mã lực (10.100 kW), dẫn động hai máy phát điện công suất 9.200 kilôwatt (12.300 hp) để vận hành hai trục chân vịt;  công suất 12.000 hp (8.900 kW) cho phép đạt được tốc độ tối đa 23 kn (26 mph; 43 km/h). Con tàu mang theo 359 tấn Anh (365 t) dầu đốt, cho phép di chuyển đến 6.000 nmi (6.900 mi; 11.000 km) ở vận tốc đường trường 12 kn (14 mph; 22 km/h).
Vũ khí trang bị bao gồm pháo 3 in (76 mm)/50 cal trên ba tháp pháo nòng đơn đa dụng (có thể đối hạm hoặc phòng không), gồm hai khẩu phía mũi và một khẩu phía đuôi. Vũ khí phòng không tầm gần bao gồm hai pháo Bofors 40 mm và tám pháo phòng không Oerlikon 20 mm. Con tàu có ba ống phóng ngư lôi Mark 15 21 inch (533 mm). Vũ khí chống ngầm bao gồm một dàn súng cối chống tàu ngầm Hedgehog Mk. 10 (có 24 nòng và mang theo 144 quả đạn); hai đường ray Mk. 9 và bốn máy phóng K3 Mk. 6 để thả mìn sâu. Thủy thủ đoàn đầy đủ bao gồm 200 sĩ quan và thủy thủ.
Seymour được đặt lườn như là chiếc DE-98 (chưa đặt tên) tại xưởng tàu của hãng Bethlehem-Hingham Steel Shipyard ở Hingham, Massachusetts vào ngày 1 tháng 9, 1943 và được hạ thủy vào ngày 1 tháng 11, 1943. Con tàu được chuyển giao cho Anh Quốc và nhập biên chế cùng Hải quân Anh như là chiếc HMS Seymour (K563) vào ngày 23 tháng 12, 1943 dưới quyền chỉ huy của Hạm trưởng, Đại úy Hải quân Gerald Joseph Parry.

## Lịch sử hoạt động
Seymour phục vụ hộ tống và tuần tra trước khi chuyển sang hoạt động như tàu Frigate Kiểm soát Lực lượng Duyên hải (CFCF), chỉ huy một chi hạm đội xuồng phóng lôi MTB (Motor Torpedo Boat) hoạt động tại eo biển Manche và Bắc Hải nhằm đối phó các tàu E-Boat đối phương. Trong cuộc đổ bộ Normandy diễn ra vào ngày 6 tháng 6, 1944, con tàu được điều động đến Sheerness tạm thời dưới quyền Bộ chỉ huy Nore, và làm nhiệm vụ hộ tống cho bốn tàu chở quân đi từ Southend-on-Sea sang Normandy sau đợt đổ bộ đầu tiên.
Tiếp tục ở lại khu vực chiến trận trong giai đoạn tiếp theo, Seymour hoạt động tuần tra chống tàu ngầm và tàu E-Boat đối phương. Vào tháng 8, con tàu trải qua một sự kiện gây hoảng sợ. Trong một chuyến tuần tra vào ban đêm, cả con tàu bị rung chuyển mạnh bởi một vụ vụ nổ lớn, toàn bộ tàu bị mất điện và nó chết đứng giữa biển; rõ ràng con tàu đã kích hoạt một quả thủy lôi dò âm Oyster. Tuy nhiên sau khi xem xét, con tàu không chịu bất kỳ hư hại nào, và nguyên nhân mất điện là chấn động của vụ nổ đã khiến cầu dao ngắt mạch.
Trong chuyến tuần tra tại khu vực cửa sông Scheldt vào đêm 14-15 tháng 1, 1945, radar của Seymour phát hiện sáu tàu E-Boat đối phương ở khoảng cách 5,5 mi (8,9 km) lúc 01 giờ 35 phút. Mười phút sau, đèn pha của một chiếc MTB chiếu sáng các tàu đối phương, nên những chiếc E-boat cơ động lẫn tránh với tốc độ cao, khiến những chiếc MTB không theo đuổi kịp, một phần do điều kiện thời tiết không thuận lợi. Khi Seymour khai hỏa, đối thủ đã đi xa khỏi tầm bắn và mất tín hiệu trên radar.
Đến đêm 22-23 tháng 1, năm tàu E-Boat đối phương áp sát bờ biển North Foreland đã đụng độ với chi hạm đội của Seymour; đối phương đã tấn công với toàn bộ mười quả ngư lôi mang theo, buộc Seymour và tàu corvette Guillemot (L89) phải từ bỏ cuộc truy đuổi để tránh ngư lôi. Tuy nhiên đối thủ lọt vào tầm bắn của khẩu đội pháo bờ biển tại pháo đài Tounge Sands, khiến một chiếc E-boat bị đánh chìm. Khi đội của Seymour bắt kịp đối thủ, trong trận chiến tiếp theo chiếc MTB495 đã va chạm với một tàu E-boat và bị hư hại đến mức là một tổn thất toàn bộ. Cuối cùng đến ngày 1-2 tháng 3, Seymour cũng ghi được chiến công đánh chìm chiếc E-boat S-220.
Sau khi chiến tranh chấm dứt tại châu Âu, Seymour được điều sang Hải đội Rosyth vào tháng 8, thực hiện những chuyến đi sang các cảng Đức để áp tải về Anh 40 tàu buôn được chiếm giữ như những bồi hoàn thiệt hại chiến tranh. Nó tiếp tục trải qua một tháng tại Kristiansand, Na Uy phục vụ như một tàu chỉ huy trước khi quay trở về Devonport. Con tàu viếng thăm Barry Island và Barrow-in-Furness trước khi được sửa chữa trục chân vịt A tại Birkenhead.
Seymour được chính thức hoàn trả cho Hoa Kỳ vào ngày 5 tháng 1, 1946, nhằm giảm bớt chi phí mà Anh phải trả cho Hoa Kỳ trong Chương trình Cho thuê-Cho mượn (Lend-Lease). Do dư thừa so với nhu cầu về tàu chiến sau khi chiến tranh đã chấm dứt, nó được rút tên khỏi danh sách Đăng bạ Hải quân Hoa Kỳ vào ngày 15 tháng 2 hoặc 25 tháng 2, 1946, và bị bán để tháo dỡ vào ngày 10 tháng 12, 1946.